# Peg Leg Joe
Pour les articles homonymes, voir Jambe de bois (homonymie).
Peg Leg Joe (en français Joe à la jambe de bois) est un personnage qui aurait libéré les esclaves grâce au chemin de fer clandestin. Il n'existe aucune preuve historique de son existence, il est peut-être l'assemblage de plusieurs personnes. 
Comme son nom le suggère, Peg Leg Joe a une jambe de bois (jambe droite). Peg Leg Joe est reconnu comme étant l'auteur de la chanson Follow the Drinkin' Gourd qui était probablement chantée par les esclaves travaillant dans les champs durant la seconde moitié du XIXe siècle et le début du XXe siècle — Les paroles ont été publiées pour la première fois par Lee Hays en 1947.
Dans le livre pour enfants Follow the Drinking Gourd de Jeanette Winter, Peg Leg Joe est un charpentier dans une plantation. Il enseigne aux esclaves la chanson Follow the Drinking Gourd qui contient un code conduisant les esclaves à la liberté via le Chemin de fer clandestin.
Il pourrait aussi avoir été un marin qui enseignait aux environs de 1859 la chanson aux esclaves alors qu'il visitait les plantations du nord de l'Alabama.

## Sources
- (en) Cet article est partiellement ou en totalité issu de l’article de Wikipédia en anglais intitulé « Peg Leg Joe » (voir la liste des auteurs).

1. 1 2 3  Follow the Drinking Gourd - A cultural history
2. ↑  NASA explanation of the lyrics "left foot and a peg foot" « Copie archivée » (version du 5 juin 2009 sur Internet Archive)
3. ↑  Black History Review
4. ↑  Owen Sound's Black history - Follow the Drinking Gourd